# Dino Buzzati al Giro d'Italia
Dino Buzzati al Giro d'Italia è un'antologia postuma di articoli di Dino Buzzati scritti dal giornalista per il XXXII Giro d’Italia nel 1949. I pezzi uscirono originariamente sul Corriere della Sera. La raccolta include anche tre articoli di Ciro Verratti, pubblicati per dare al lettore la possibilità di avere una cronaca completa di quel Giro (mancano infatti alla serie di Buzzati gli articoli dei tre lunedì, giorno in cui il Corriere non usciva).

## Gli articoli
- Notte sul transatlantico del “travet” delle strade
- Due vocali inseguono i ciclisti in allenamento sul Golfo
- Correre è meraviglioso
- Scattano cento corridori sulla strada di Garibaldi
- Fazio è stato fedele all'appuntamento con la mamma
- Voci dalle tribune tutt'intorno all'Etna
- Un nonno un po' pazzo pedala sulla scia dei campioni
- Né Coppi né Bartali si sono fermati ad Eboli
- Vietato l'ingresso alla camera del campione
- Parve per un momento che Bartali fosse sconfitto
- Ridestati per il Giro i fantasmi della vecchia Cassino
- Fuga a perdifiato da Roma all'Adriatico
- I derelitti del “tempo massimo”
- Piange ed esulta Trieste coprendo di fiori i campioni
- Oggi grande battaglia su e giù per le Dolomiti
- In un serrato duello fra la tempesta Coppi sconfigge il grande avversario
- Non fa per lui la parte del vinto
- I “grandi” non fiatano se fuggono i “minori”
- L'aria ligure di casa mette le ali al fratello Rossello
- Troppo solo il piccolo Pasotti
- La cantilena dei vecchi corridori
- Suprema sentenza oggi sull'Izoard
- Sulle Alpi Bartali cede al troppo potente Coppi
- In gara con se stessi da Pinerolo a Torino
- Non tramonterà mai la fiaba della bicicletta

I tre articoli di Ciro Verratti sono: Doppia vittoria di Casola a Venezia e nella tappa volante, Leoni batte Coppi in volata sulla pista dell'ippodromo di Montecatini e Coppi ha vinto il Giro d'Italia.

## Edizioni
- Dino Buzzati, Dino Buzzati al Giro d'Italia, prefazione di Claudio Marabini; con un disegno inedito di Dino Buzzati, A. Mondadori, Milano 1981
- Dino Buzzati e Vittorio Varale al Giro d'Italia del 1949: mostra documentaria a cura di Giovanni Grazioli e Riccardo Ricci, Associazione Internazionale Dino Buzzati; Comune di Feltre; Comitato Tappa Feltre, Feltre 2000
- Dino Buzzati, Dino Buzzati al giro d'Italia, prefazione di Fabio Genovesi, Corriere della Sera., Milano 2017